# Aldo Borsani
Aldo Borsani (Busto Arsizio, 3 dicembre 1906 – novembre 1978) è stato un calciatore italiano, di ruolo centrocampista.

## Carriera
Giocò in Serie A con la Pro Patria.

## Palmarès

### Club

#### Competizioni nazionali
- Prima Divisione: 1

SIAI Marchetti: 1935-1936
- Serie C: 1

Pro Patria: 1940-1941